# Kelly Simonz's Blind Faith
Kelly Simonz's Blind Faith (на български: Сляпата вяра на Кайли Саймънз) е японска неокласическа и пауър метъл група от град Осака, префектура Осака, създадена през 1998 г.
Кайли Саймънз е артистичен псевдоним на японския мултиинструменталист Шимазу Казухиро. След като през 2002 г. излиза втория албум на групата – The Rule Of Right, тя взима участие в европейското турне като подгряваща група за Hughes Turner Project на Глен Хюз и Джо Лин Търнър.
В стилово отношение, групата е близка до изпълнители като Ark Storm, Кончерто Мун и Галнерюс от Япония и Ингви Малмстийн от Швеция.

## Състав на Kelly Simonz's Blind Faith
- Накамура „Каз“ Казумаса, бас китара[1]
- Йосуке Ямада, ударни[1]
- Кайли Саймънз (Шимазу Казухиро), вокал, китари[1]
- Масахиро „Яма-Б“ Ямагучи (山口 将宏, Yamaguchi Masahiro), вокал

## Дискография
| Sign Of The Times                      | Blind Faith Records | 1998              |
| Silent Scream                          | Roadrunner Records  | 1999              |
| The Rule Of Right                      | Faith Music Co.Ltd  | 2002              |
| The Best Of Kelly Simonz's Blind Faith | Surf Project Inc.   | 2009 (компилация) |
| Blind Faith                            | Nexus (3)           | 2014              |
| At the Gates of a New World            | King Records        | 2015              |
| The Brave New World Order 2014         | Nexus (3)           | 2017 (видео)      |
| Overture Of Destruction                | Nexus (3)           | 2017              |